# Richard Greeff (Zoologe)

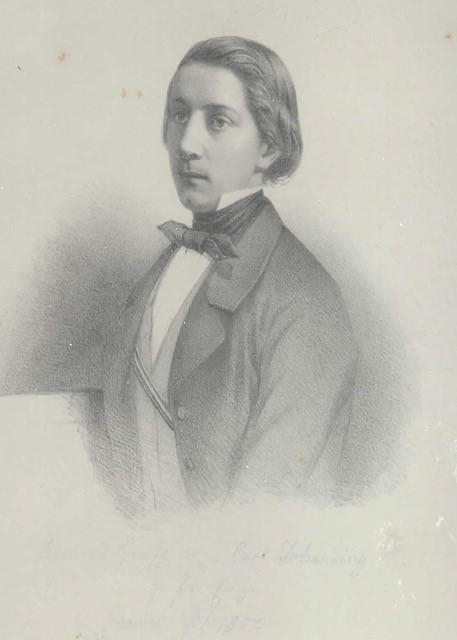
Richard Greeff

Richard Greeff (* 14. März 1828 in Elberfeld; † 30. August 1892 in Marburg) war ein deutscher Mediziner, Zoologe und Hochschullehrer.

## Leben
Richard Greeff wurde am 14. März 1828 in Elberfeld als Sohn des Kaufmanns Wilhelm Greeff (≈1791 – ≈1833) u. d. Helene Christine Luise Wichelhaus (1795–1838) geboren. Wegen des frühen Verlusts der Eltern wurde er von einem Verwandten, dem Textilfabrikanten (mit Firmen in Elberfeld und New York) Peter Greeff (1803–1875) und seiner Ehefrau Sophia Emilia Bredt (1806–1863) erzogen. Wohl wegen des Berufs von Vater und Pflegevater begann er am 19. April 1849 zunächst ein Studium der Ökonomie an der Rheinischen Friedrich-Wilhelms-Universität, das er jedoch nach drei Semestern abbrach. 1850 wurde er Mitglied (Renoncephilister) des Corps Rhenania Bonn.
Am 20. April 1853 begann er dann ein Medizinstudium an der Ruprecht-Karls-Universität Heidelberg. Am 6. Mai 1854 wechselte er an die Julius-Maximilians-Universität Würzburg. Hier wurde er 1854 ins Corps Nassovia recipiert. Im Sommersemester 1855 wechselte er an die Friedrich-Wilhelms-Universität zu Berlin, wo er sein Studium abschloss und am 20. März 1857 mit einer Dissertation über den akuten und chronischen Rachenkatarrh zum Dr. med. promoviert wurde.
Danach war er zwei Jahre als Assistenzarzt am Städtischen Krankenhaus Danzig tätig. 1859 ließ er sich in seiner Heimatstadt Elberfeld als praktischer Arzt nieder. Schon im Medizinstudium an Zoologie interessiert, gab er den Arztberuf auf und habilitierte sich 1863 an der Rheinischen Friedrich-Wilhelms-Universität Bonn für Zoologie und vergleichende Anatomie bei dem Anatomen Max Schultze. Vom Sommersemester 1965 an lehrte er als Privatdozent am Anatomischen Institut der Medizinischen Fakultät. 1871 folgte er dem Ruf der Philipps-Universität Marburg auf ihren Lehrstuhl für Zoologie und Vergleichende Anatomie, zunächst als außerordentlicher und ab 1872 als ordentlicher Professor. Unter dem Einfluss seines Bonner Lehrers Max Schultze widmete er sich besonders den Einzellern und Wurzelfüßern. „Viele Arbeiten G.s klärten strittige Fragen und oder boten wertvolle Grundlagen für weiterführende Untersuchungen.“ Greeff unternahm zahlreiche ausgedehnte Forschungsreisen, die ihn nach Ungarn, Serbien, Italien, Portugal, Marocco, Madeira, die kanarischen, kapverdischen und Guinea-Inseln führten. Über diese verfasste er wissenschaftliche und populärwissenschaftliche Beiträge. 1874 war er an der Zoologischen Station Neapel tätig. 1875 war er Dekan der Philosophischen Fakultät und für das akademische Jahr 1888/89 wurde er zum Rektor der Philipps-Universität gewählt.
Am 20. August 1861 heiratete er in Langenberg Maria Amalie Esch (1836–1901). Sein Sohn Carl Richard (1862–1938) war Ordinarius für Augenheilkunde an der Charité. Seine Tochter Maria (✳ 1864) war mit dem Maler und Professor an der Berliner Akademie Hugo Vogel verheiratet.

## Ehrungen
- 1872 Ehrendoktor der Philosophischen Fakultät Marburg
- 1877 Wahl in die Deutsche Akademie der Naturforscher Leopoldina
- 1891 Charakterisierung als Geheimer Regierungsrat